# Carmen figuratum

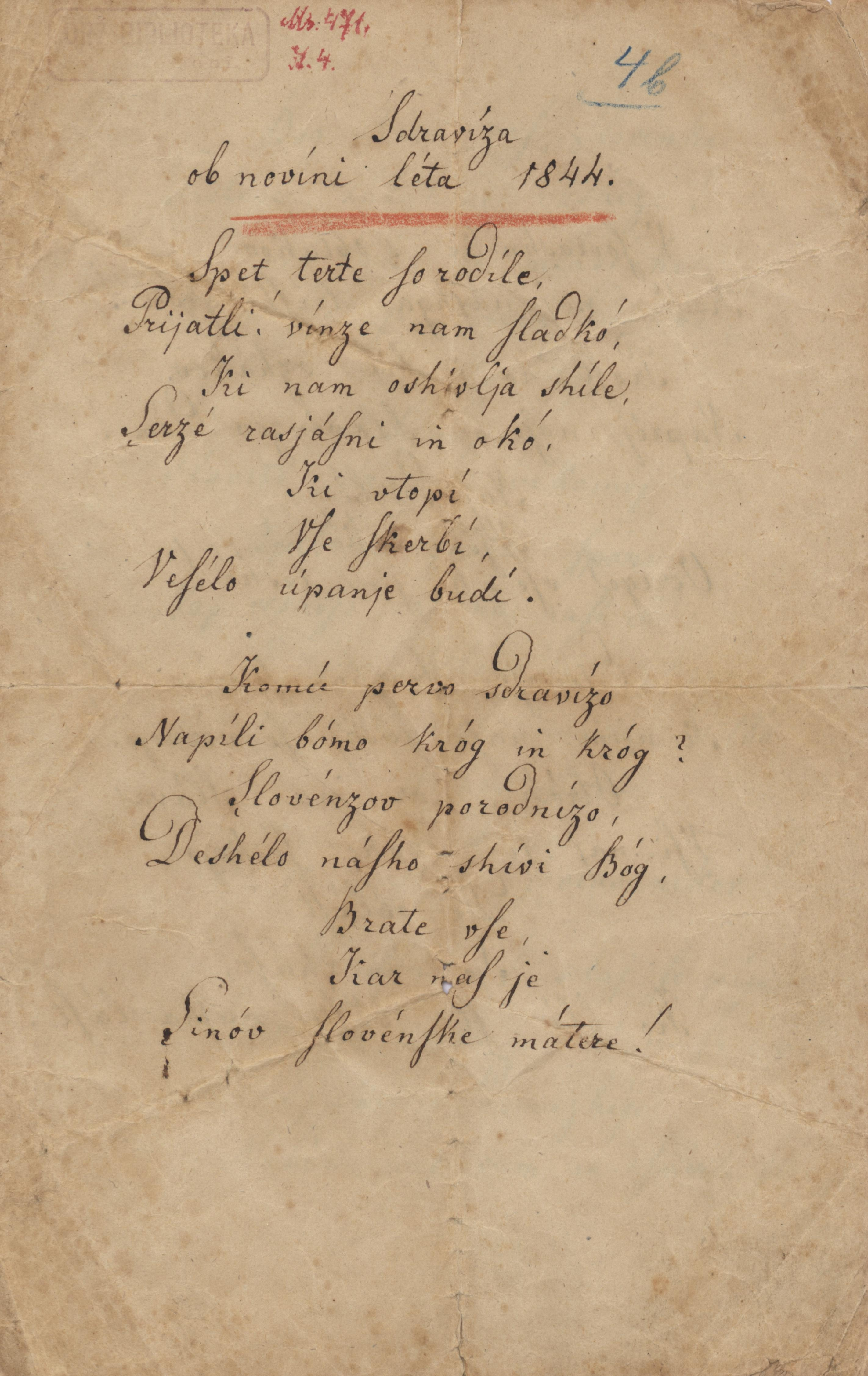
«Заздоровниця», вірш словенського поета Франса Прешерена, є кармен-фігуратум, у якому кожна строфа має форму винної чаші.

Carmen figuratum (у множині: carmina figurata) — це вірш, який має певну форму чи візерунок, утворений або всіма словами, які в ньому містяться, або лише певними з них. Прикладом є «Заздоровниця» Франце Прешерена, де форма кожної строфи нагадує винну чашу. Термін походить від carmina figurata текстів епохи Відродження — творів, у яких священний образ виділявся червоними літерами на полі чорного шрифту, щоб можна було бачити святу фігуру та медитувати на неї під час читання. Carmina figurata також поширилася в період Каролінгів з метою поширення використання та вивчення латини.